# Національні символи Шотландії
До національних символів Шотландії відносяться прапори, герб, а також культурні явища, які відображають дух Шотландії та її культуру.

## Прапор
|  | Прапор Шотландії, Андріївський хрест на синьому полотнищі. Прапор існує з IX століття і є найстарішим національним прапором. |
|  | Прапор королів Шотландії також часто називають Lion Rampant. Прапор є власністю монарха.                                     |

## Геральдика
|  | Герб Шотландії є символом Шотландії та її монархії. Мотив герба часто використовується спортивними командами, наприклад, збірною Шотландії з футболу.                                                          |
|  | Будяк є квітковою емблемою Шотландії. |
|  | Королівські регалії Шотландії зберігаються в Единбурзькому замку. Стилізована корона Шотландії використовується для маркування шотландської служби швидкої допомоги, поліції та поштових скриньок у Шотландії. |

## Гімн
У Шотландії немає офіційного гімну.
- Flower of Scotland
- Scotland the Brave
- Highland Cathedral
- Scots Wha Hae
- A Man's A Man for A' That.[2]

## Культура
|  | Burns Supper святкується в день народження шотландського національного поета Роберта Бернса (25 січня). |
|  | У день підписання декларації про незалежність Шотландії щорічно відзначається День Тартана.             |
|  | Скунский камінь є символом шотландської незалежності.                                                   |
|  | День Св. Андрія, є офіційним банківським вихідним днем.                                                 |
|  | Тартан може символізувати певний клан, а також місцевість або організацію.                              |
|  | Волинка — національний музичний інструмент, неофіційний символ Шотландії.                               |

## Флора та фауна
|  | Єдиноріг використовується в геральдиці Шотландії, підтримує щит на королівському гербі. |
|  | Будяк — національна квіткова емблема.                                                   |
|  | Верес. Використовувався, зокрема, у виробництві вересового еля.                         |
|  | Шотландська сосна є національним деревом.                                               |